# 于尔登陨石坑
于尔登陨石坑（Gyldén）是月球正面中部赤道区一座大型古撞击坑的残余。以芬兰瑞典族天文学家、圣彼得堡科学院外籍院士约翰·奥古斯特·胡戈·于尔登（1841年至1896年）之名命名，1935年被国际天文学联合会批准接受。

## 描述
该陨石坑位于月面座标本初子午线，赤道以南150公里处，西北偏西为史波勒陨石坑、北面是被填塞的列奥米尔陨石坑、东北有泽利格陨坑、东面与依巴谷环形山相邻、穆勒陨石坑则位于东南，陨坑西南偏南和西南偏西处分别坐落着托勒密环形山和赫歇尔陨石坑。另，在它西北分布着弗拉马利翁月溪、东北则是列奥米尔月溪。该陨坑的中心月面坐标为5°18′S 0°18′E / 5.3°S 0.3°E，直径48.2公里，深约2.8公里。
于尔登陨石坑几乎已完全损毁，因后续密集的撞击而导致了一个不规则的外形，所剩残壁构成一圈环陨坑的山峰和山谷，残余侧壁高出周边地形1100米。陨坑北侧连接着卫星坑列奥米尔 A，而西侧则被一道宽阔的裂谷切过。该陨坑底部相对平坦，分布有大小不同的撞击坑，东南部坐落着卫星坑于尔登 K，坑内容积约1700公里³。

## 卫星陨石坑

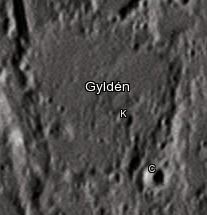
戴维·坎贝尔图片

按照惯例，最靠近于尔登陨石坑的卫星坑在月图上以字母标注在该坑中心点的旁边。
| 于尔登 | 纬度   | 经度   | 直径   |
| ------ | ------ | ------ | ------ |
| C      | 5.8° S | 1.0° E | 6 公里 |
| K      | 5.5° S | 0.6° E | 5 公里 |

## 另请参阅
- 小行星806